# Chi Cao su Castilloa
Chi Cao su Castilloa (danh pháp khoa học: Castilla, đôi khi phát âm sai thành Castilloa) là một chi chứa một số (khoảng 10) loài cây thân gỗ, thuộc họ Dâu tằm (Moraceae) có nguồn gốc từ khu vực Trung Mỹ. Loài được nhiều người biết đến là cao su Castilloa (Castilla elastica), một trong số vài loài cây mà cao su có thể sản xuất ra được từ nhựa mủ của nó. Các tên gọi thông thường bao gồm cao su Panama hay cao su Castilloa. Người dân Trung Mỹ thời kỳ tiền-Columbus sử dụng nhựa mủ của loài cây này để làm quả bóng sử dụng trong trò chơi nghi lễ. Castilla elastica bị coi là loài cây xâm hại tại các khu vực người ta đưa nó vào, chẳng hạn như tại khu vực miền nam Thái Bình Dương.
Các loài trong chi Castilla có một hiện tượng đặc trưng là rụng cành hàng năm. Điều này có thể là cơ chế thích nghi để ngăn cản các loài dây leo bám vào.

## Phân loại
- Castilla daguensis
- Castilla fallax
- Castilla elastica: Cây cao su Castilloa hay cao su Panama
  - Castilla elastica costaricana
  - Castilla elastica elastica: Cao su Castilloa

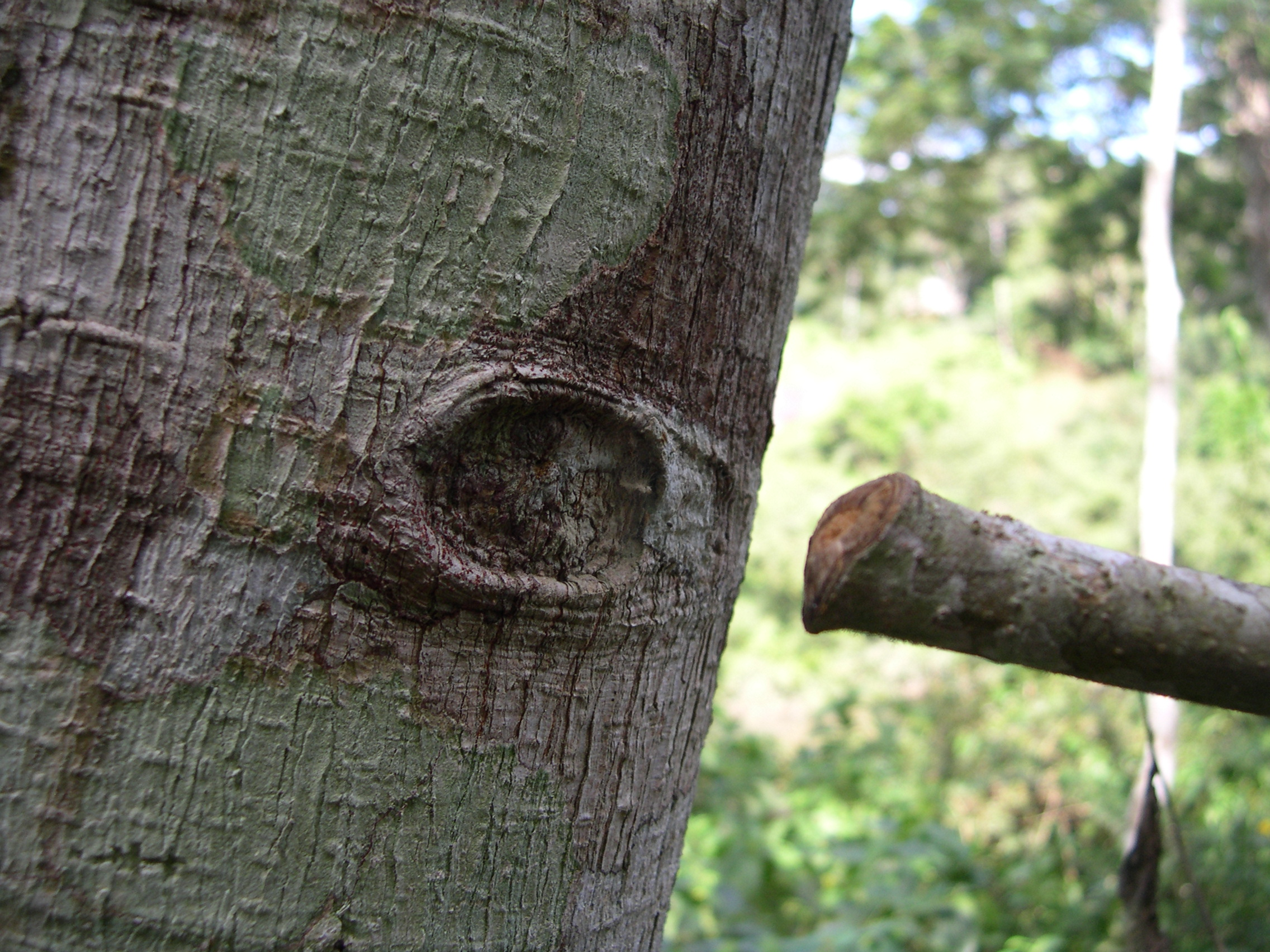
Castilla elastica, Cây cao su Panama với vết sẹo để lại khi rụng cành. Cành vừa rụng đặt ở bên phải.

- Castilla guatemalensis
- Castilla lactiflua
- Castilla markhamiana
- Castilla nicoyensis
- Castilla panamensis
- Castilla tunu
- Castilla ulei: Cao su Caucho

## Hình ảnh

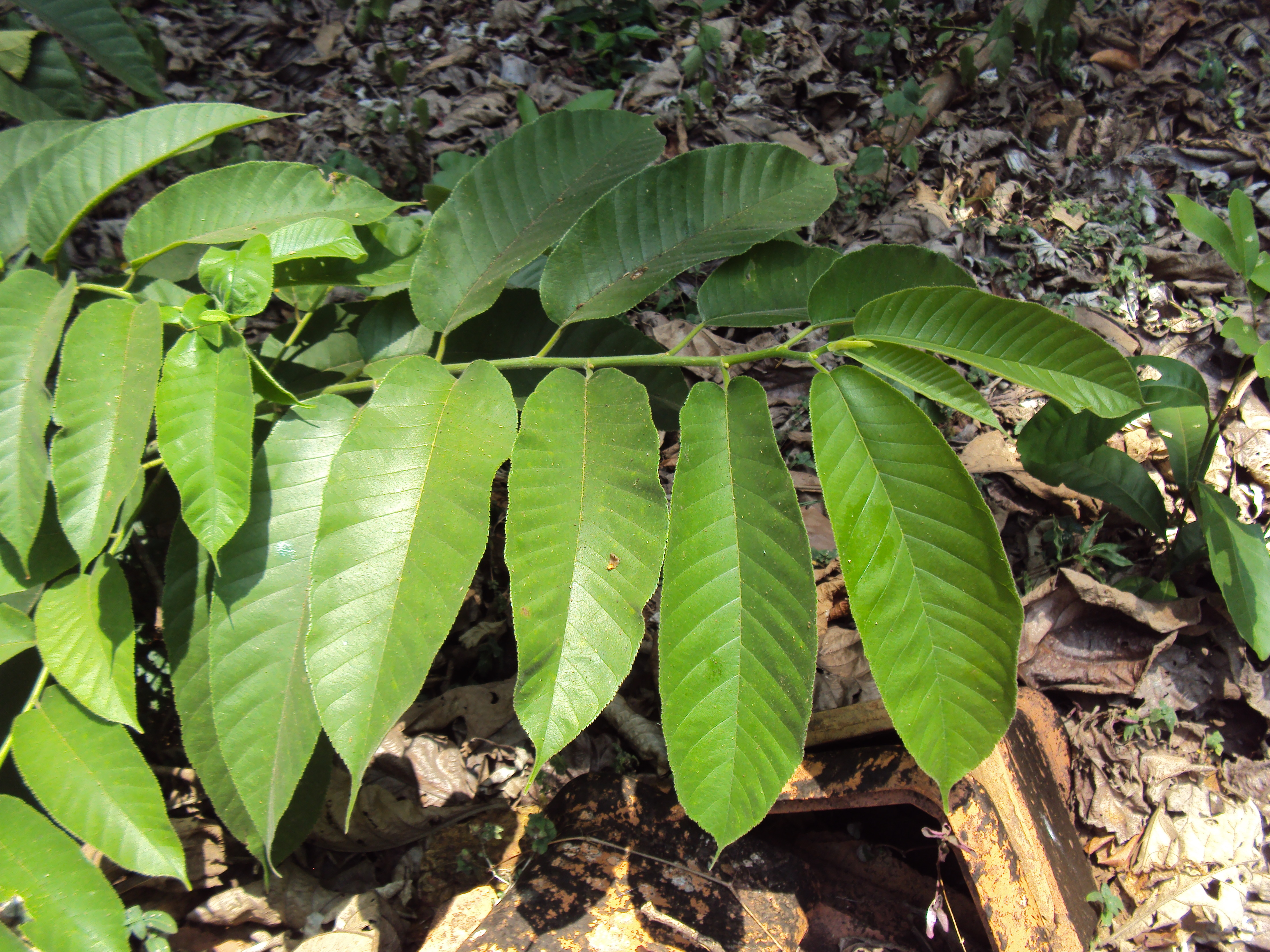
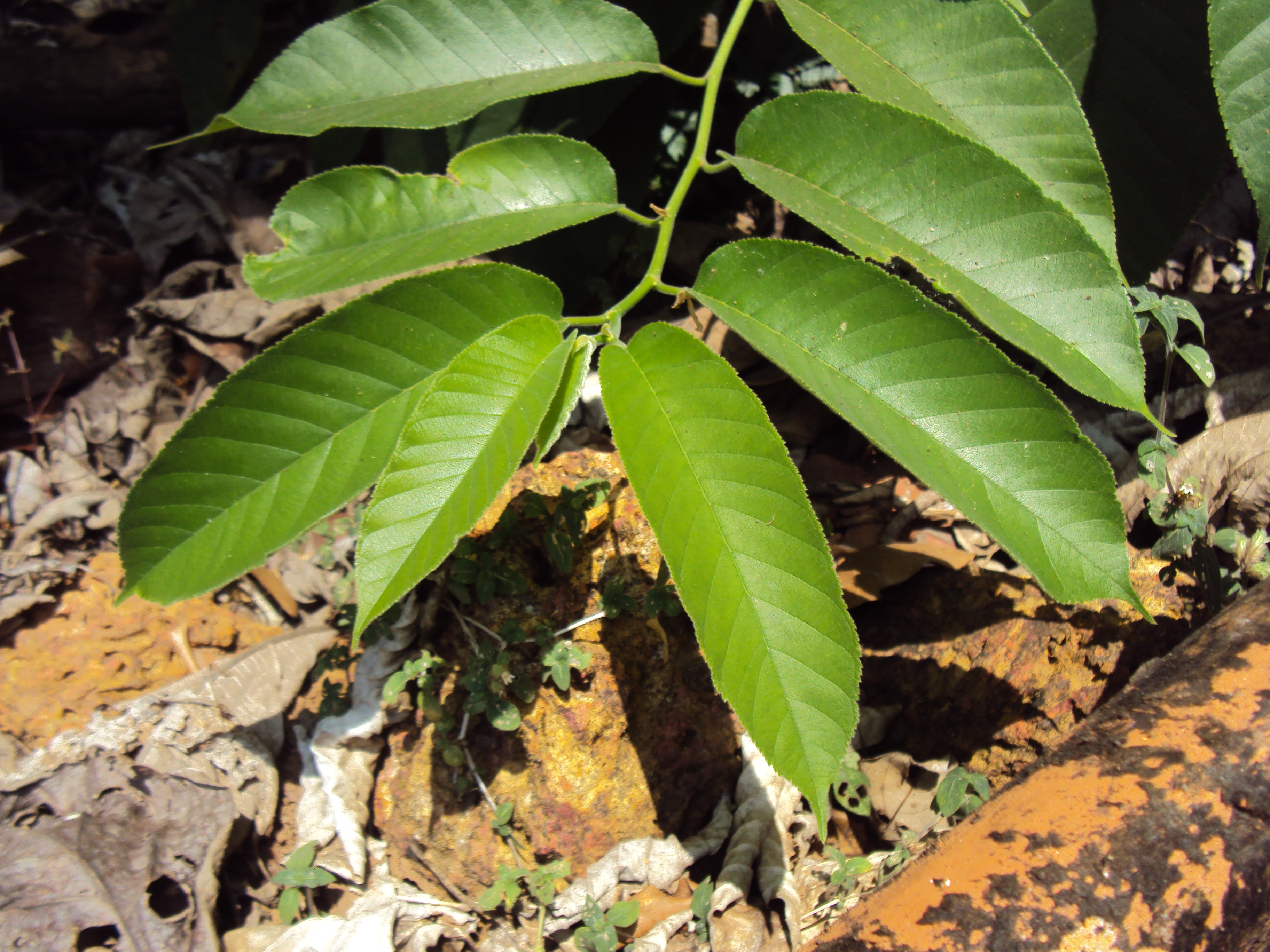
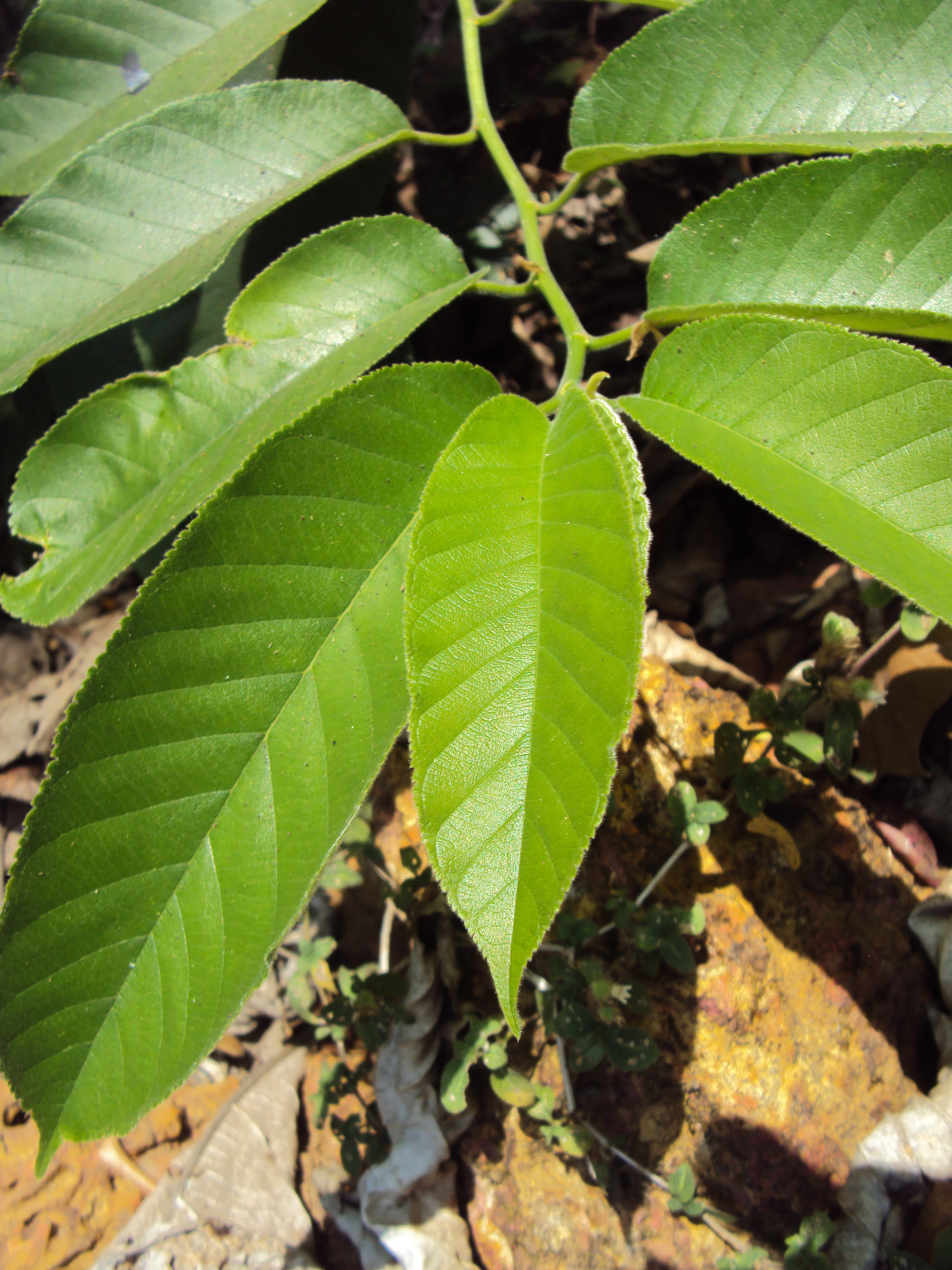
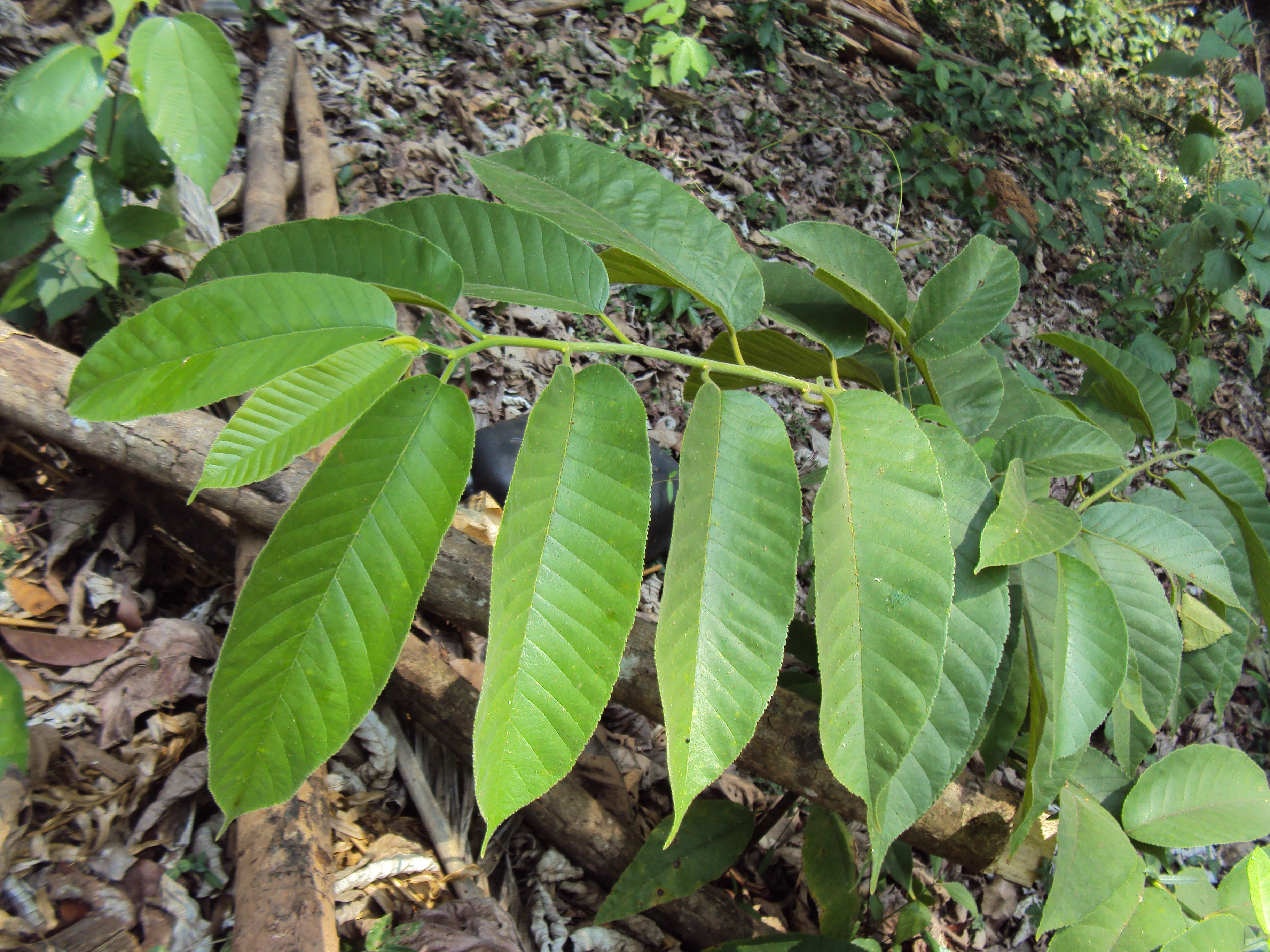